# پیامبر (فیلم ۲۰۱۴)
پیامبر (عنوان کامل پیامبر جبران خلیل جبران) یک فیلم انیمیشن با اقتباس از کتاب پیامبر نوشتهٔ جبران خلیل جبران است. این فیلم توسط سلما هایک تولید شده که وی همچنین در فیلم به عنوان صداپیشه نقش‌آفرینی می‌کند. هر یک از بخش‌های فیلم کارگردان جدای خود را دارد و راجر آلرز کارگردان انیمیشن ناظر کلی و فیلمنامه‌نویس پروژه است. پل و گئتان بریزی، خوان سی. گراتس، محمد سعید هاریب، تام مور، نینا پیلی، بیل پلیمپتون، جوآن اسفار و میشل سچا از کارگردانان بخش‌های مختلف این پویانمایی هستند. این فیلم در فستیوال فیلم تورنتو در ۲۰۱۴ برای اولین بار اکران شد.

## صداپیشگان
- لیام نیسون به عنوان مصطفی
- سلما هایک به عنوان کامیلا
- جان کرازینسکی به عنوان هلیم
- آلفرد مولینا به عنوان گروهبان
- کونزنی والیس به عنوان المیترا
- فرانک لانگلا به عنوان پاشا

## داستان
کامیلا، یک مادر بیوه و خدمتکار مصطفی است که یک شاعر، نقاش و فعال سیاسی خارجی است که در حصر خانگی به سر می‌برد. دختر کامیلا، المیترا، پس از مرگ پدرش توانایی صحبت کردن را از دست داده است و تبدیل به دختر دردسرسازی شده است که از مغازه‌های محلی دزدی می‌کند. به مصطفی خبر می‌رسد که وی آزاد شده است ولی باید تا پایان روز کشور را ترک کند. سربازان مصطفی را تا بندر همراهی می‌کنند و در راه مصطفی با کامیلا، المیترا و مردم شهر که او را به عنوان یک قهرمان می‌پندارند صحبت می‌کند. او در مورد موضوعاتی همچون آزادی، ازدواج، فرزندداری و ... صحبت می‌کند. هر موضوع توسط یکی از کارگردانان و به سبک خاص خود آنان پویانمایی شده است.